# Hr.Ms. Deneb (1939)
De Hr.Ms. Deneb was een Nederlands schip van de Gouvernementsmarine. Het schip is op 1 september 1939 gemilitariseerd waardoor het deel uitmaakte van de Koninklijke Marine.

## De Deneb tijdens de Tweede Wereldoorlog
Hr.Ms. Deneb behoorde tot de groep van voormalige gouvernementsschepen die ter beschikking stond van een commandant maritieme middelen in de Riouwarchipel. Daar werd het schip op 4 maart 1942, liggend in de Straat Doerian, aangevallen door zeven Japanse bommenwerpers. Alle opvarenden overleefden deze aanval.